# دود + آینه‌ها
«دود + آینه‌ها» (به انگلیسی: Smoke + Mirrors) دومین آلبوم استودیویی از ایمجین دراگونز است که در ۱۷ فوریه ۲۰۱۵ منتشر شد.
این آلبوم در چارت‌های کانادا، آمریکا، و انگلستان در رتبه اول و در چارت‌های اسپانیا، نیوزلند، ایتالیا، ایرلند، آلمان، فرانسه، هلند، جمهوری چک، بلژیک، اتریش، استرالیا و آرژانتین جزو ده آلبوم اول قرار گرفت.